# Спирит Лејк (Ајова)
Спирит Лејк (енгл. Spirit Lake) град је у америчкој савезној држави Ајова. По попису становништва из 2010. у њему је живело 4.840 становника.

## Демографија
Према попису становништва из 2010. у граду је живело 4.840 становника, што је 579 (13,6%) становника више него 2000. године.
| Група             | 2000.         | 2010.         |
| Белци             | 4.193 (98,4%) | 4.674 (96,6%) |
| Афроамериканци    | 6 (0,1%)      | 12 (0,2%)     |
| Азијати           | 2 (0,0%)      | 29 (0,6%)     |
| Хиспаноамериканци | 27 (0,6%)     | 63 (1,3%)     |
| Укупно            | 4.261         | 4.840         |